# Hannah Ziemer
Hannah Ziemer (* 25. Oktober 1999 in Zürich, Schweiz) ist eine deutsche Volleyball- und Beachvolleyballspielerin.

## Karriere Halle
Ziemer kam mit zwölf Jahren aus der Schweiz nach Hamburg. Hier spielte sie zunächst in den Jugendmannschaften des 1. VC Norderstedt und wurde mit 14 Jahren auch in der Regionalliga Nord eingesetzt. Außerdem stand die Zuspielerin im Landesauswahlteam Hamburgs. 2014 wechselte Ziemer zum Drittligisten WiWa Hamburg. In der Saison 2017/18 war sie in der 2. Bundesliga beim Volleyball-Team Hamburg aktiv, stieg hier aber im Januar 2018 aus privaten Gründen aus.

## Karriere Beach
Ziemer spielte 2013 und 2014 diverse Nachwuchsturniere mit wechselnden Partnerinnen. Von 2015 bis 2018 bildete sie ein Team mit Rieke Niemeyer, mit der sie 2015 in Magdeburg deutsche U17-Vizemeisterin und 2017 in Kiel-Schilksee deutsche U19-Meisterin wurde. 2018 hatte Ziemer an der Seite von Constanze Bieneck in Düsseldorf ihren ersten Einsatz auf der Techniker Beach Tour. 2019 nahm sie zusammen mit Hanna-Marie Schieder an der U21-Weltmeisterschaft im thailändischen Udon Thani teil und erreichte Platz neun. Ziemers Standardpartnerin 2019 war Lena Ottens, mit der sie für den Hamburger SV fünfmal auf der Techniker Beach Tour spielte und die Teilnahme an der deutschen Meisterschaft knapp verpasste.
Ziemer nahm mit Chenoa Christ an den Qualifikationsturnieren der Comdirect Beach Tour 2020 in Düsseldorf und Hamburg teil. Als Nachrücker qualifizierten sich Christ/Ziemer dabei für die deutsche Meisterschaft 2020, überstanden aber in Timmendorfer Strand die Vorrunde nicht. Bei der ersten Ausgabe der German Beach Trophy in Düsseldorf schieden sie sieglos nach der Hauptrunde aus.